# Dactylolabis pteropoecila
Dactylolabis pteropoecila là một loài ruồi trong họ Limoniidae. Chúng phân bố ở miền Tân bắc.